# Nový Jimramov
Nový Jimramov (německy Neu Ingrowitz) je obec v okrese Žďár nad Sázavou v Kraji Vysočina. Žije zde 60 obyvatel.

## Historie
První písemná zmínka o obci pochází z roku 1660, ale již před tímto datem obec existovala pod jménem Huty (Hutě). Již v roce 1651 se na místě Nového Jimramova jmenuje Huťská cesta, ves pak vznikla v roce 1657 u skláren. K roku 1674 je zaznamenána podoba názvu Neu Ingerwitz. Obec Nový Jimramov tvoří tři původně samostatné vsi: Hutě (dnes Nový Jimramov), Paseky a Rabuňka (dnes Jimramovské Paseky) a Široké Pole. Ke spojení došlo kolem roku 1869. Hutě dostaly název po sklářské huti, která zde byla od poloviny 17. století. Počátkem 18. století se huť mění na papírnu, která funguje ještě po roce 1850, poté na přádelnu vlny. Mezi lety 1960–1990 je zde truhlárna (nejdříve výroba hrábí, pak nábytek – židle, stoly). Nyní je původní továrna prázdná.

## Obyvatelstvo
| Rok            | 1869 | 1880 | 1890 | 1900 | 1910 | 1921 | 1930 | 1950 | 1961 | 1970 | 1980 | 1991 | 2001 | 2011 | 2021 |
| -------------- | ---- | ---- | ---- | ---- | ---- | ---- | ---- | ---- | ---- | ---- | ---- | ---- | ---- | ---- | ---- |
| Počet obyvatel | 434  | 386  | 355  | 381  | 385  | 326  | 282  | 190  | 180  | 138  | 96   | 93   | 76   | 65   | 61   |
| Počet domů     | 89   | 89   | 86   | 86   | 84   | 85   | 81   | 88   | 49   | 40   | 30   | 62   | 63   | 70   | 67   |

## Obecní správa

### Části obce
- Nový Jimramov
- Jimramovské Paseky
- Široké Pole

### Obecní symboly
Znak a vlajka byly obci uděleny rozhodnutím předsedkyně Poslanecké sněmovny Parlamentu České republiky dne 12. dubna 2013.

## Pamětihodnosti
- Hrad Skály

## Osobnosti
- Robert Neuschl (1856–1914), katolický kněz, teolog[10]
- Rudolf Němec (* 1936), malíř